# Kanton Neufchâteau
Kanton Neufchâteau (fr. Canton de Neufchâteau) je francouzský kanton v departementu Vosges v regionu Grand Est. Skládá se ze 46 obcí. Před reformou kantonů 2014 ho tvořilo 25 obcí.

## Obce kantonu
od roku 2015:
| - Attignéville - Autigny-la-Tour - Autreville - Avranville - Barville - Bazoilles-sur-Meuse - Beaufremont - Brechainville - Certilleux - Chermisey - Circourt-sur-Mouzon - Clérey-la-Côte - Coussey - Domrémy-la-Pucelle - Frebécourt - Fréville | - Grand - Greux - Harchéchamp - Harmonville - Houéville - Jainvillotte - Jubainville - Landaville - Lemmecourt - Liffol-le-Grand - Martigny-les-Gerbonvaux - Maxey-sur-Meuse - Midrevaux - Moncel-sur-Vair - Mont-lès-Neufchâteau - Neufchâteau | - Pargny-sous-Mureau - Pompierre - Punerot - Rebeuville - Rollainville - Rouvres-la-Chétive - Ruppes - Sartes - Seraumont - Sionne - Soncourt - Tilleux - Trampot - Tranqueville-Graux - Villouxel |

před rokem 2015:
| - Attignéville - Barville - Bazoilles-sur-Meuse - Beaufremont - Brechainville - Certilleux - Circourt-sur-Mouzon - Fréville - Grand - Harchéchamp - Houéville - Jainvillotte - Landaville | - Lemmecourt - Liffol-le-Grand - Mont-lès-Neufchâteau - Neufchâteau - Pargny-sous-Mureau - Pompierre - Rebeuville - Rollainville - Sartes - Tilleux - Trampot - Villouxel |